# World Unity Football Alliance
A World Unity Football Alliance (WUFA) é o órgão regulador internacional para as equipes de futebol que não são afiliadas à FIFA. A WUFA foi fundada em 2020 para supervisionar a competição internacional entre as associações não afiliadas à FIFA no mundo, a aliança de associações de futebol não possui uma estrutura de gerenciamento centralizada. Em 12 de setembro de 2020, a WUFA anunciou seu primeiro torneio, a World Series, agendada para 2021. Em 6 de abril de 2021, a International Surrey Football anunciou que sediaria a primeira etapa da WUFA World Series, todos os 4 jogos foram disputados com portões fechados devido em parte das restrições locais do COVID impostas no Reino Unido na época.
Em 15 de março de 2022, a World Unity Football Alliance anunciou a eleição de seu primeiro secretário-geral, presidente e fundador dos membros International Surrey Football, como parte de um mandato interino de seis meses programado para terminar até agosto de 2022.

## Membros
A WUFA anunciou inicialmente 9 membros fundadores e se juntou à Yorkshire International Football Association em 8 de julho. Dos 18 membros da WUFA, 11 também são membros da CONIFA, Darfur deixou a CONIFA antes de estabelecer a WUFA e Surrey não era membro de nenhuma federação antes de ingressar na WUFA. Em 13 de julho de 2020, a WUFA anunciou uma parceria com o CSANF – Consejo Sudamericano de Nuevas Federaciones, estabelecendo uma aliança. 3 membros, a Comunidade Armênia na Argentina, Ilha de Páscoa e a Nação Mapuche, mais tarde se juntaram como membros da World Unity Football Alliance, bem como da CSANF.
Em 7 de julho de 2021, a WUFA anunciou a Associação de Futebol da Caxemira como seu mais novo membro. A Caxemira não era anteriormente membro de nenhuma organização que não fosse da FIFA antes de ingressar na WUFA.
| Equipe                |
| --------------------- |
| Arquipélago de Chagos |
| Barawa                |
| Darfur                |
| Matabelelândia        |
| Saara Ocidental       |

| Equipe                 |
| ---------------------- |
| All Black FC Hong Kong |
| Caxemira               |
| Karens                 |
| Papua Ocidental        |
| Tamil Eelam            |

| Equipe                          |
| ------------------------------- |
| Comunidade Armênia na Argentina |
| Ilha de Páscoa                  |
| Mapuches                        |
| São Paulo                       |

| Equipe              |
| ------------------- |
| Paróquias de Jersey |
| Surrey              |
| Yorkshire           |

| Equipe     |
| ---------- |
| Califórnia |
| Kuskatan   |

### Federação afiliada
- Conselho Sul-Americano de Novas Federações de Futebol (COSANFF)

## Competições

### WUFA World Series
- WUFA World Series de 2021